# Towarzystwo im. Karola Goduli
Towarzystwo im. Karola Goduli było organizacją zajmująca się głównie promocją Górnego Śląska. Jednym z jego celów była budowa pomnika patrona towarzystwa – Karola Goduli w Rudzie Śląskiej. Towarzystwo w latach 2003–2008 organizowało imprezę „Śląskie Talenty” przyznając nagrody młodym uzdolnionym mieszkańcom województw śląskiego, opolskiego i dolnośląskiego. Korzystając z dofinansowania z Programu MŁODZIEŻ i Urzędu Marszałkowskiego Województwa Śląskiego zrealizowało film dokumentalny o swoim patronie.

## Władze towarzystwa
- Krystian Gałuszka – prezes
- Jerzy Szczerbiński – wiceprezes
- Stefania Króliczek – skarbnik
- Zygmunt Grzybek – sekretarz
- Maciej Geyer – członek
- Jacek Morek – członek
- Krzysztof Rodzoch – członek

W lutym 2011 r. Towarzystwo – w wyniku decyzji jego członków – zakończyło swoją działalność.